# 威氏織鮨
威氏織鮨，為輻鰭魚綱鱸形目鱸亞目鮨科的其中一種，分布於西澳大利亞海域，棲息深度5-22公尺，體長可達20公分，棲息在近海礁石區，為底棲性魚類，屬肉食性，以小魚為食。

## 擴展閱讀
維基物種上的相關：威氏織鮨